# Млин мокрого самоподрібнення ММС-70-60

Млин мокрого самоподрібнення ММС-70-60 призначений для мокрого самоподрібнення в одну стадію різних руд, де як помельні тіла використовуються великі шматки тієї ж руди.

## Загальний опис
Млин ММС-70-60 працює при безперервній подачі в порожнину обертового барабана шматків руди різних розмірів і води.
Матеріал, що надійшов в барабан, захоплюється ліфтерами і підніма-єть¬ся вгору до тих пір, поки радіальна складова сили тяжіння не перевищить відцентрову силу, після чого шматки послідовно скочуються і падають вниз.
Таким чином, встановлюється постійне перемішування матеріалу, під час якого відбувається його подрібнення шляхом розколювання й стирання. Подрібнений матеріал, крупність якого стає менше розміру щілини розванта¬жувальної решітки (ґратки), разом з водою проходить через щілини і вивантажується з млина за допомогою підйомників підґратової футеровки.
Млин складається з наступних основних частин: барабан в зборі; підшипник опорний; підшипник опорно-упорний; завантажувальний пристрій; установка приводної шестерні; вінець зубчастий; муфта з проміжним валом; установка для підйому барабана; пристосування для повороту завантажувального пристрою; стопорний пристрій; гідравлічні системи змащення млина, а також електродвигуна і перетворювача; насосна установка стопорного пристрою; система електроустаткування.

## Основні елементи млина

### Барабан
Складається він з наступних основних частин: корпуса, двох торцевих стінок з встановленими в них завантажувальної і розвантажувальної втулками, футеровок, ліфтерів і решіток.
Корпус барабана являє собою шість зварних напівкорпусів, що з'єднуються за допомогою фланців. При монтажі після зварювання по роз'ємах фланців барабан стає нероз'ємною конструкцією. До корпусу барабана болтами прикріплюються порожнисті цапфи, якими він спирається на корінні підшипники.
Корпус барабана і торцеві стінки захищені від зносу футеровкою і ліфтерами; футеровка циліндричної частини барабана двох видів — ліфтерна і безліфтерна, виконана без ліфтерів або зі змінною кількістю рівномірно розташованих рядів ліфтерів. Ліфтери розташовуються паралельно горизонтальній осі барабана.
Подрібнений матеріал проходить через розвантажувальну решітку і потрапляє в розвантажувальну втулку. Розвантажувальні решітки виконані з розмірами щілин на вході 20 мм, розташованих концентрично.
Між футеровками і стінками барабана укладаються прокладки з технічної листової гуми.
Втулка завантажувальної цапфи має спіралі, що сприяють прискоренню живлення млина, втулка розвантажувальної цапфи – спіралі, сприяють розвантаженню пульпи. 
Вхідний кінець розвантажувальної втулки введений всередину барабана і являє собою зварну приймальну частину з ребрами, розташованими в такому порядку, що разом з підрешітними футеровками, які виконують роль підйомників, забезпечують спрямований потік пульпи в розвантажувальну цапфу.
Для розвантаження матеріалу, що знаходиться в барабані млина та ви¬да¬ля¬ється на час ремонту чи зміни футеровок, в корпусі барабана передбачені люки.
Футеровки, решітки та ліфтери кріпляться до корпусу барабана і торцевих стінок болтами. Зміна ліфтерів може проводитися незалежно від футеровок.

### Корінні підшипники
Опорами обертового барабана служать два корінних підшипника з гідропідпором, який включається при пуску і зупинці млина. Підшипник, розташований біля зубчастого вінця, сприймає не тільки радіальні, але і осьові навантаження, завдяки наявності упорних буртів на цапфі розвантажувальної частини. Інший підшипник сприймає тільки радіальні навантаження.
Нижня опорна частина підшипників має кульову поверхню, що дозволяє компенсувати неточності монтажу і рівномірно розподіляти навантаження на робочу поверхню підшипників.
Підшипники мають сталеві знімні вкладиші з бабітовою заливкою на кут обхвату 120°, до яких по каналах від спеціальної насосної установки під тиском подається мастило. Ущільнення підшипників повстяні.

### Завантажувальний пристрій
Подача руди в млин здійснюється через завантажувальний пристрій, який виконано у вигляді патрубка зварної конструкції, що виготовляється з листового прокату.
Для забезпечення доступу персоналу всередину барабана через цапфи завантажувальний пристрій виконано пересувним на рейках з механічним і ручним приводом. Для запобігання зносу проточна частина облицьована броньовим листом.

### Привод
Призначений для обертання барабана з робочим числом обертів під навантаженням, повільного повороту і гальмування барабана при виконанні ремонтних робіт. Ці операції здійснюються головним електродвигуном. Складається з циліндричного косозубого вінця, змонтованого на фланці розвантажувальної цапфи, приводної шестерні, напресованої на вал і встановленої на роликових сферичних підшипниках, проміжного вала з муфтами, що поєднують вал приводної шестерні з валом електродвигуна.
Кінці валу приводної шестерні мають вихід на обидві сторони. З боку, протилежного електродвигуну, на вал насаджується зірочка стопорного пристрою. Зубчастий вінець, приводна шестерня, проміжний вал з муфтами, зірочка стопорного пристрою мають огородження.

### Стопорний пристрій
Служить для стопоріння барабана млина із завантаженням при ремонтних роботах. Складається з корпуса, двох гідравлічних циліндрів, двох важелів з тягами, зірочками, чотирьох кінцевих вимикачів та насосної установки.
Стопоріння здійснюється двома важелями, замикаючими вал приводної шестерні через уступи в зірочці, в такій послідовності: спочатку електродвигун головного приводу включається вручну в режим гальмування, потім також вручну включається електродвигун насоса. Після підходу стопорних зубів з зазором 3-5 мм до западини зірочки (обидва поршня в цей час знаходяться в циліндрах в крайніх положеннях) головний електродвигун і електродвигун насоса автоматично відключаються.
Зняття стопора здійснюється після закінчення ремонтних або монтажних робіт в такій послідовності: електродвигун головного приводу включається вручну в режим гальмування; потім включається електродвигун насоса також вручну; стопорні зуби відходять від зірочки у вихідні положення; включається головний електродвигун на повільну або робочу частоту обертання. Електричне блокування не допускає включення електродвигуна насоса гідроприводу гальмівного пристрою. Включення електродвигуна насоса можливе тільки після повного гальмування і зупинки головного електродвигуна.

### Пристосування для підйому барабана
Служить для підйому барабана млина з рудним завантаженням при виконанні ремонтних робіт (заміні корпусів або вкладишів підшипників). Складається з двох опор зварної конструкції, чотирьох гідравлічних домкратів вантажопідйомністю по 300 т кожен і насосної установки.
При підйомі барабана повинні працювати одночасно тільки два домкрата; спочатку два домкрата, розташовані з боку розвантаження; після підйому барабана на 5-7 мм поршні домкратів фіксуються стопорними гайками, потім працюють домкрати, розташовані з боку завантаження; після підйому барабана на 5-7 мм поршні домкратів також фіксуються стопорними гайками, потім знову працює перша пара домкратів і так далі до досягнення необхідної висоти підйому.
Управління черговістю роботи домкратів здійснюється вентилями, розташованими на насосній установці. Найбільша висота підйому барабана 30 мм.

### Пристосування для повороту завантажувального пристрою
Призначено для повороту завантажувального пристрою, висунутого з горловини завантажувальної втулки. Складається з поворотного круга, який обертається на підшипниках навколо центральної осі. На поворотний круг встановлюються рейки для пересування завантажувального пристрою. Спирається поворотний круг на ролики, рівномірно розташовані по колу. Поворот завантажувального пристрою здійснюється вручну.
Після повороту круг закріплюється планками, відкочується завантажувальний пристрій по рейках перпендикулярно до осі обертання млина, забезпечуючи вільний підхід у внутрішню порожнину барабана при проведенні ремонтних робіт.

### Система змащування
Для змащення млина застосовані два види змащення: рідке циркуляційне для забезпечення маслом головних підшипників, підшипників приводної шестерні та електричних машин; густе автоматичне для подачі мастила на зубчасте зачеплення приводу млина. Мастило головних підшипників млина і підшипників приводної шестерні проводиться від станції рідкого мастила продуктивністю 125 л/хв.
У систему змащення підшипників входять станція рідкого мастила, трубопровід з арматурою і контрольно-вимірювальною апаратурою. Для кожного підшипника встановлені вентилі, якими регулюється кількість подаваного змащення, і реле течії, що контролює наявність струменя масла в трубопроводі. При протіканні достатньої кількості масла реле течії спрацьовує на включення головного двигуна млина. При зменшенні кількості мастила реле спрацьовує на відключення двигуна млина. Для спостереження за подачею масла до підшипників млина встановлені покажчики надходження масла. Відпрацьоване масло зливається у відстійник по зливній магістралі самопливом. Похил 1: 40.

### Система гідропідпору
Для зниження втрат на тертя в підшипниках млина в момент пуску і зупинки передбачена система гідропідпору. Це досягається за рахунок подачі масла під тиском у робочу зону підшипників. Включення в роботу системи гідропідпору повинно проводитися після пуску станції рідкого мастила. Подача масла до кишень підшипників барабана здійснюється насосами Н-451 продуктивністю 8 л/хв і тиском 30 МПа. Масло забирається цими насосами з нагнітального трубопроводу станції рідкого мастила. Пуск і зупинка млина повинні проводитися при працюючій системі гідропідпору. Включення насоса системи гідропідпору виконується реле течії. Пуск головного двигуна відбувається автоматично по досягненні необхідного тиску в кишенях підшипників. Відключення гідропідпору відбувається по досягненні барабаном розрахункової частоти обертів. Час, необхідний для цього, встановлюється в процесі експлуатації.

### Змащування підшипників електричних машин
Здійснюється від станції рідкого мастила продуктивністю 35 л/хв. У систему змащування входять станція рідкого мастила і трубопровід.
Змащування зубчастого зачеплення привода млина забезпечує установка станції густого мастила 060-П-1-1. В систему змащення входять власне станція густого мастила, чотириходові розподільники РЧЕ-11, форсунки, які розпилюють мастило за допомогою повітря, мастилопровід і контрольно-вимірювальні прилади. Станція працює на одну магістраль, отвір для іншої заглушується пробкою.
Підвід густого змащування до форсунок здійснюється через розподільники РЧЕ-11. При включенні двигуна станції графітне мастило насосом нагнітається в трубопровід. При досягненні тиску в системі приблизно 3-4 МПа електроконтактний манометр, встановлений на центральній магістралі, спрацьовує на відключення розподільника РЧЕ-11. Величина тиску уточнюється при пусконалагоджувальних роботах. Тривалість розпилення форсункою 20-30 с. Повторне включення в роботу — через 1,5-2,0 год. У процесі експлуатації цей час необхідно уточнювати.
Тиск повітря в мережі має бути не менше 0,5 МПа. Монтаж і технічне обслуговування млина мокрого самоподрібнення ММС-70-60 аналогічні умовам обслуговування млина ММС-70-23.